# Francisco Miranda Rubio
Francisco Miranda Rubio (Zaragoza, 1947) es un profesor universitario e historiador español residente en Navarra desde hace muchos años. Su especialidad es la Historia contemporánea de España, en general, y de Navarra, en particular.

## Biografía
Licenciado primero en Filosofía y Letras (Historia) en 1970 y doctorado después en Historia en 1974 por la Universidad de Zaragoza, ha sido profesor del mismo centro universitario hasta que en 1986 se incorpora a la UNED donde llegaría a ser director del Centro Asociado de la UNED en Pamplona entre 1987-1999. Ha colaborado en la evaluación de proyectos Plan Nacional (ANEP) y director de la revista Estudios de Ciencias Sociales (publicación de la UNED).
Es profesor de Historia Política en la Universidad Pública de Navarra, siendo Catedrático de Escuela Universitaria desde 1984.
Su campo de investigación ha girado principalmente sobre el pasado reciente de Navarra, analizando aspectos vinculados con la historia social y política de los siglos XIX y XX, las relaciones entre del régimen foral navarro con los gobiernos españoles, el impacto de la Guerra de la Independencia Española en la administración y la fiscalidad foral, la actitud  y el pensamiento del clero durante el tránsito entre el Antiguo Régimen de España y el estado liberal entrante, enfocando la cuestión sobre la génesis del liberalismo español en Navarra, estudiando la situación tanto ante la dictadura de Primo de Rivera, como en los años del franquismo.
Ha sido profesor invitado de varias universidades como la Autónoma de México (1997), la de La Habana (1998), o de La Sorbona (2000).
Fue miembro del Consejo de Cultura de Navarra (1998-2008) y miembro del Consejo Asesor de la revista Príncipe de Viana. Es también miembro de la Sociedad de Estudios Históricos de Navarra y socio de la Peña Pregón donde además colabora habitualmente con su revista Pregón Siglo XXI publicando artículos.

## Obras y publicaciones
Como resultado de sus investigaciones, ha publicado una treintena de artículos que ha ido publicando en revistas especializadas como Príncipe de Viana y Estudios de Ciencias Sociales, de una forma intensa, y en menor grado en otras como Cuadernos de etnología y etnografía de Navarra, Navarra. Temas de Cultura Popular, del Gobierno de Navarra; Letras de Deusto, de la Universidad de Deusto; Huarte de San Juan. Geografía e Historia, de la Universidad Pública de Navarra; además de la Revista de Historia Militar, o en La Aventura de la historia.
Como investigado ha colaborado en varios proyectos, ejerciendo de coordinador o investigador principal en algunos:
- Cien años de fiscalidad en Navarra (1841-1941). Pamplona: Gobierno de Navarra. 1998. ISBN 978-84-235-1701-5. Junto con Fernando Serrano Larráyoz y Jesús Balduz Calleja. Para el Departamento de Economía y Hacienda del Gobierno de Navarra, realizado entre 1993-1996 junto con Eliane Ilundáin y Jesús Balduz, publicado en 1998.[7][8][9]
- Foralidad y Fiscalidad en Navarra (1941-1990). Pamplona: Gobierno de Navarra. 2004. ISBN 978-84-235-2457-0. De nuevo para el Gobierno de Navarra, entre 1999-2001 y 2002-2002.[10]
- Fuentes documentales para el estudio de la Guerra de la Independencia, para el Ministerio de Educación, Cultura y Deporte, entre 2001-2002, dando como resultado Historia de Navarra, Bachillerato materia común (1ª ed edición). Vicens Vives. 2008. ISBN 978-84-316-7089-4. OCLC 868822278.[11]
- Recuperación de la Memoria histórica de Villava, junto con Jesús Balduz Calleja y Fernando Serrano Larráyoz, para el Ayuntamiento de Villava, entre 2004-2006, dando como resultado Villava. Ocho siglos de Historia. Pamplona: Ayuntamiento de Villava - Gobierno de Navarra. 2007. ISBN 978-84-606-4308-1.
- Investigación sobre la Historia de Andosilla, junto con Jesús Balduz Calleja y Álvaro Adot Lerga, para el Ayuntamiento de Andosilla, 2008-2009, dando como resultado Andosilla : historia de una villa de frontera. UPNA. 2011. ISBN 978-84-9769-273-1. OCLC 796269392.
- Guerra, Sociedad y Política (1808-1814): De nuevo para el Ministerio de Educación y Ciencia, entre 2008-2008.

Algunas de sus aportaciones en obras colectivas a destacar serían:
- La prensa navarra durante la Gran Guerra, en Actas del I Congreso General de Historia de Navarra de los siglos: XVIII, XIX y XX. Pamplona, Institución Príncipe de Viana, 1986, págs. 453-472.[12]
- La oposición dentro del régimen, en Congreso Internacional sobre la oposición al régimen de Franco. Madrid, UNED, 1988, págs. 469-480.[13]
- El establecimiento de los delegados gubernativos decretados por Primo de Rivera: un contrafuero para Navarra, en Estudios de historia moderna y contemporánea: homenaje a Federico Suárez Verdeguer. Madrid, Rialp, 1991, págs. 267-280.[14]
- El pensamiento eclesial al finalizar el siglo XIX, en A vueltas con el 98. ¿Continuidad o cambio?. Pamplona, UNED-Navarra, 1998, págs. 141-175.[15]
- La quiebra del Antiguo Régimen en Navarra y la revolución liberal (1808-1836), en Grupos sociales en Navarra. V Congreso de Historia de Navarra. Pamplona, Eunate, 2002, págs. 140-184.[16]
- Ocupación y levantamiento armado en Navarra durante la Guerra de la Independencia. Causas y trascendencia, en La Guerra de la Independencia en el valle Medio del Ebro. Tudela, Ayuntamiento de Tudela, 2002, págs. 113-143.[17]

Es autor de obras como:
- La Guerra de la Independencia en Navarra. La acción del Estado. Diputación Foral de Navarra, Institución Príncipe de Viana, Consejo Superior de Investigaciones Científicas. 1977. ISBN 84-235-0085-3. OCLC 5107304.
- La guerrilla en la guerra de la Independencia. Navarra. Temas de Cultura Popular (396). Diputación Foral de Navarra, Dirección de Turismo, Bibliotecas y Cultura Popular. 1982. ISBN 84-235-0549-9. OCLC 434265261.
- Casas consistoriales de Navarra. Gobierno de Navarra, Departamento de Presidencia e Interior. 1988. ISBN 84-235-0830-7. OCLC 21194914.
- Historia de Navarra IV. El siglo XIX. Temas de Navarra (10). Gobierno de Navarra, Departamento de Presidencia. 1995. ISBN 84-235-1203-7. OCLC 32085478.
- La dictadura de Primo de Rivera en Navarra : claves políticas. Eunate. 1995. ISBN 84-7768-060-4. OCLC 36155870.
- Guerra y revolución en Navarra (1808-1814). Instituto Príncipe de Viana. 2010. ISBN 978-84-235-3251-3. OCLC 759773424.
- La encrucijada liberal : el final de la ocupación napoleónica en Navarra. 2014. ISBN 978-84-235-3375-6. OCLC 921212373.
- Navarra durante el siglo XIX. La construcción de su identidad foral. Pamplona: Editorial Eunate. 2022. ISBN 978-84-7768-453-4.